# 1-й Министерский дом
1-й Министе́рский дом — историческое здание в Петергофе. Построен в 1839—1841 гг. Объект культурного наследия федерального значения. Расположен на улице Морского Десанта, дом 1, замыкая с северной стороны Разводную площадь.

## История
Дом был возведён по проекту архитектора И. И. Шарлеманя 1-го. Строительством руководил мастер Берри. До постройки дома на этом месте размещался деревянный экзерцир-зал (манеж). Проект был утверждён 14 июля 1839 года. Строительство началось в августе того же года, и в течение двух месяцев было снесено старое здание, устроен фундамент и наполовину возведены стены. В ноябре 1840 года завершились строительные работы, был проведён водопровод. Отделка помещений завершена в июне 1841 года.
В доме размещались казённые квартиры для временного пребывания министров. Дом четырежды незначительно перестраивали (1877-78 гг.. 1899—1900 гг., 1935 г., и 1956-57 гг.), это касалось только изменения внутренних перегородок, замены печей, ванн, переустройства входов. В годы Великой Отечественной войны дом получил небольшие повреждения. После войны в нём размещались коммунальные квартиры и учреждения. До 2012 года размещалось РУВД Петродворцового района, а в этом году здание было передано ГМЗ «Петергоф».

## Архитектура
Здание составляет ансамбль Разводной площади вместе со 2-м Министерским домом и Флигель-адъютантским домом. В отличие от симметрично расположенного 2-го Министерского дома, 1-й Министерский дом имеет высокий цокольный этаж, отличающуюся планировку с коридорами в обоих этажах, различия в декоре восточного (торцевого) фасада. Цоколь облицован путиловской известковой плитой, стены гладко оштукатурены, их завершает карниз с зубчиками. На первом этаже большие окна с изогнутыми сандриками и лепными рокайлями, на втором этаже окна низкие и квадратные. Торцы украшены аттиком и пилястрами.